# Фалеев, Александр Георгиевич
Александр Георгиевич Фалеев (1875—1920) — участник Белого движения на Юге России, генерал-майор, начальник штаба 2-го армейского корпуса ВСЮР.

## Биография
Из дворян Ковенской губернии.
Образование получил в Поневежском и Двинском реальных училищах (1894). В 1896 году окончил военно-училищные курсы при Киевском пехотном юнкерском училище, откуда выпущен был подпоручиком в 8-ю артиллерийскую бригаду.
Произведен в поручики 28 августа 1900 года. В 1902 году окончил Николаевскую академию Генерального штаба по 1-му разряду и 28 мая того же года был произведен в штабс-капитаны «за отличные успехи в науках». В 1902—1904 годах отбывал цензовое командование ротой в 7-м стрелковом полку. 28 ноября 1904 года переведен в Генеральный штаб с назначением помощником старшего адъютанта штаба Варшавского военного округа, а 6 декабря того же года произведен в капитаны. В 1908—1914 годах состоял штаб-офицером для поручений при штабе 22-го армейского корпуса. Произведен в подполковники 6 декабря 1908 года, в полковники — 6 декабря 1911 года. Цензовое командование батальоном отбывал в 1-м Финляндском стрелковом полку (1912).
С началом Первой мировой войны, 8 ноября 1914 года назначен начальником штаба 1-й Финляндской стрелковой бригады. Пожалован Георгиевским оружием
За то, что, исправляя должность начальника штаба 1-й Финляндской стрелковой бригады, в течение январских и февральских боев в 1915 году у д. Козювка принимал энергичное участие в этой операции, подвергая свою жизнь явной опасности, верной оценкой обстановки и самоотверженной деятельностью способствовал геройской обороне позиции у д. Козювки.
16 июля 1915 года назначен командиром 147-го пехотного Самарского полка. 26 сентября 1916 года назначен начальником штаба 32-й пехотной дивизии, а 24 октября того же года — и. д. начальника этапно-хозяйственного отдела штаба 8-й армии. 6 декабря 1916 года произведен в генерал-майоры «за отличие по службе» с утверждением в должности.
В Гражданскую войну участвовал в Белом движении на Юге России, прибыл в Добровольческую армию 16 ноября 1918 года. В начале 1919 года — в штабе Крымско-Азовской армии ВСЮР. В мае 1919 был назначен начальником снабжений Кавказской армии. 11 ноября 1919 года назначен начальником штаба 2-го армейского корпуса, в каковой должности оставался и в Русской армии, до 9 августа 1920 года. При эвакуации армии остался в Крыму, расстрелян большевиками 14 декабря 1920 года в Севастополе.
Был женат на Елизавете Григорьевне Померанской, их сыновья Ростислав (р. 1909) и Георгий (р. 1911).

## Награды
- Орден Святого Станислава 3-й ст. (1906)
- Орден Святой Анны 3-й ст. (ВП 6.12.1909)
- Орден Святого Станислава 2-й ст. (ВП 6.12.1912)
- Орден Святого Владимира 4-й ст. с мечами и бантом (ВП 24.06.1915)
- Георгиевское оружие (ВП 10.11.1915)
- Орден Святого Владимира 3-й ст. с мечами (ВП 19.12.1915)
- Орден Святой Анны 2-й ст. с мечами (ВП 27.03.1916)
- Высочайшее благоволение «за отличия в делах против неприятеля» (ВП 15.08.1916)
- старшинство в чине полковника с 6 декабря 1909 года (ВП 23.11.1916)
- старшинство в чине полковника с 6 декабря 1908 года (ВП 24.11.1916)